# الحدادة (أولاد موسى)
الحدادة هو دُوَّار يقع بجماعة سيدي عابد، إقليم الجديدة، جهة الدار البيضاء سطات في المملكة المغربية. ينتمي الدوّار لمشيخة أولاد موسى التي تضم 18 دوارا. يقدر عدد سكانه بـ 347 نسمة حسب الإحصاء الرسمي للسكان والسكنى لسنة 2004.

## روابط خارجية
- البوابة الوطنية للجماعات الترابية
- المندوبية السامية للتخطيط